# Christian Radich
Die Christian Radich ist ein stählernes Schulschiff mit Vollschiff-Takelage, das nach dem norwegischen Kavallerie-Offizier, Unternehmer und Reeder Christian Radich (15. August 1822 bis 29. Juni 1898) benannt wurde.

## Vorgeschichte

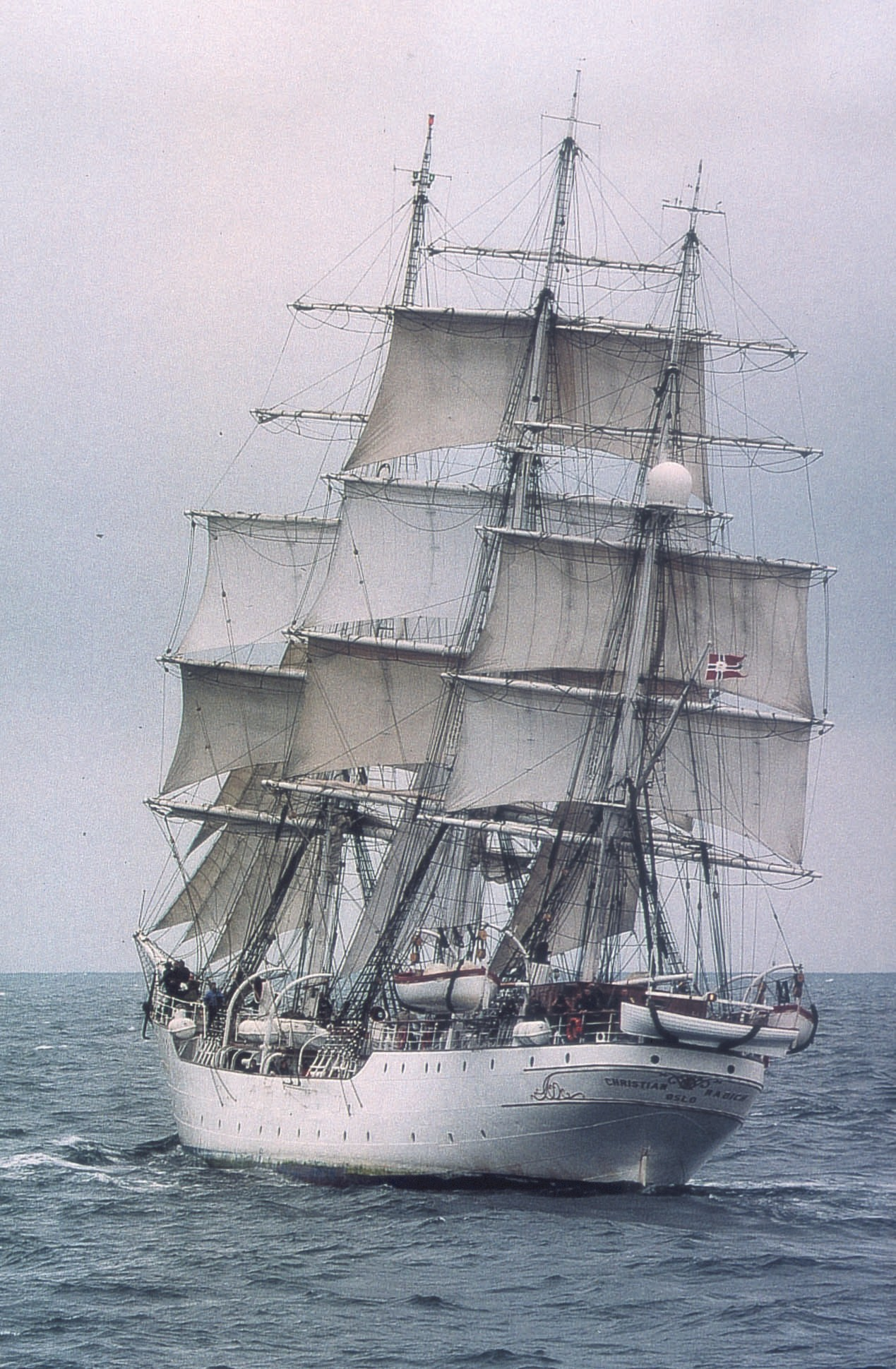
Die Christian Radich von achtern

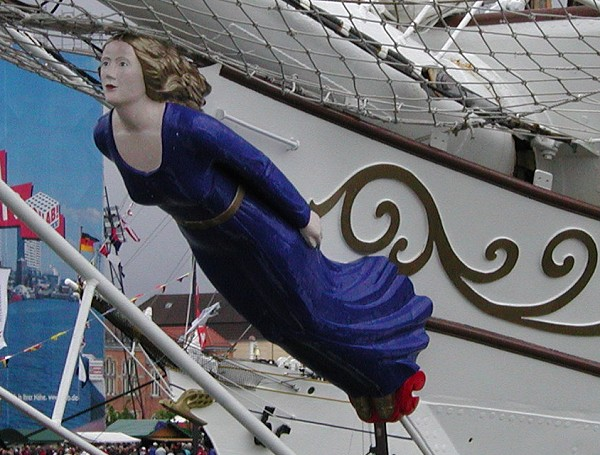
Die Galionsfigur der Christian Radich

Christian Radich spendete 1889 90.000 Kronen an eine Stiftung für den Bau eines Segelschulschiffes unter der Bedingung, dass es nach ihm benannt werde. Bereits 1916 sollte durch den Ankauf eines Vollschiffes (Transatlantic ex Mersey, 1.847 Bruttoregistertonnen (BRT), für 410.000 Kronen) und dessen Verwendung als frachttragendes Segelschulschiff mit Umbenennung in Christian Radich dem Wunsche Radichs entsprochen werden. Doch das Vorhaben konnte nicht verwirklicht werden, da das Schiff aufgrund der enorm gestiegenen Schiffspreise nach Kristiania (seit 1924 wieder Oslo) beordert und ein Jahr später verkauft wurde (für 800.000 Kronen). Es sollten weitere 20 Jahre vergehen, bis Radichs Wunsch realisiert werden konnte. 1937 lief dann die Christian Radich, fast 40 Jahre nach dem Tod ihres Namensgebers, vom Stapel.
1877 wurde noch zu Lebzeiten Radichs das „Komitee zum Ankauf eines Schiffes als Schulschiff für zu Seeleuten bestimmte Jungen“ („Commite for Innkjøp af Skib til Skoleskib for Gutter bestemte til Sømend“) gegründet (heute: „Det Stiftelsen Christian Radich“), die zunächst die englische Bark Lady Grey kauften und in Christiana umbenannten, um damit seit 1881 Seeleute auszubilden. 1901 wurde sie durch die von der Kriegsmarine angekaufte Schulschiff-Brigg Statsraad Erichsen ersetzt, deren Nachfolge dann 1937 die Christian Radich antrat.

## Geschichte
Ihre erste Ausfahrt führte sie nach Halden (damals Frederikshald nahe der schwedischen Grenze), zu den Orkney-Inseln und nach Leith, Schottland, dann wieder zurück in die Ostsee. 1939 lief sie unter Kapitän Alf Bryde zu ihrer ersten Transatlantikfahrt nach New York aus. 1940 wurde das Schiff von Deutschland beschlagnahmt und als Depotschiff für U-Boot-Mannschaften verwendet. Während eines Bombenangriffs 1945 auf Flensburg sank das Schiff nach Treffern im Hafen. Nach dem Zweiten Weltkrieg wurde es gehoben, nach Sandefjord verholt und für 70.000& Pfund als Schulschiff wiederaufgeriggt – das Abwracken wäre teurer gewesen.
Im Jahr 1957 wirkte das Schiff in dem Cinemiracle-Panoramafilm Windjammer mit und in den 1970er Jahren in der Fernsehserie „Die Onedin-Linie“. Bei den Filmaufnahmen zu Windjammer begegnete die Christian Radich auch der Pamir, die kurz nach den Aufnahmen in einem Sturm unterging. Daher stammen somit die letzten Filmaufnahmen von der Pamir.
Weitere, größere Überholungen fanden 1980–1983 auf ihrer Bauwerft in Sandefjord und 2001–2002 auf der Werft „Drammen Skipsreparasjon“, Drammen, Norwegen, statt. Das Schiff nahm und nimmt an verschiedenen Großsegler-Treffen teil und war mehrfach Sieger in den Tall Ships’ Races. Seit 1999 fährt das Schiff nicht mehr als Schulschiff, sondern in der Charterfahrt und unternimmt Touren für zahlende Gäste. Die Stiftung hat ferner eine neue Segelschiff-Schulform für die Christian Radich aufgebaut: In den Sommermonaten können Mannschaften aus bis zu 80 selbst zahlenden Schülern an Reisen von einigen Tagen Dauer teilnehmen.
Die Christian Radich ist regelmäßig auch bei der Sail in Bremerhaven zu Gast.
Einige Platzierungen bei Regatten:
- 2016 – 4. Platz Antwerpen – Lissabon
- 2016 – 2. Platz Lissabon – Cadiz

## Schiffsdaten
- Konstruktion: Stahl-Rumpf als Glattdecker mit großer Back und Poop (Schulschiffaufbau)
- Rigg: Vollschiff, doppelte Mars- und einfache Bramsegel, Royals; Masten mit Mars- und Bramstengen
- Stapellauf: 5. Februar 1937 als Baunummer 115
- Jungfernfahrt: 17. Juni 1937 nach Halden, Kirkwall (Orkney-Inseln), Leith (Schottland), Ostsee: Stockholm, Helsinki (Finnland), Karlskrona
- erste Transatlantikfahrt: 14. Mai 1939 nach New York, USA
- Unterscheidungssignal: L J L M
- Bauwerft: Framnæs Mekaniske Verkstæd, Sandefjord, Norwegen
- Konstrukteur: Kap. Christian Blom, Direktor der „Marinens Hovedverft“, Horten, Norwegen
- Reederei: Østlandets Skoleskib, Oslo, Norwegen
- Heimathafen: Oslo
- Galionsfigur: ja, Frauengestalt in blauem Gewand
- Länge über alles (Lüa): 72,5 m / 74,5 m (Klüverbaumnock-Kapitänsgig am Heck)
- Länge Galion-Heck (Rumpflänge): 62,5 m
- Länge an Deck (LaD): 59 m
- Länge in der KWL: 53 m
- Breite: 9,80 m
- Tiefgang: 4,9 m
- Vermessung: 676 BRT (Bruttoregistertonnen) / 207 NRT (Nettoregistertonnen)
- Segelfläche: 1.234 m² (1.330) m² (27 Segel; 15 Rah-, 6 Stag-, 5 Vorsegel, 1 Besan)
- Masthöhe: 44 m (Kiel-Flaggenknopf); 39 m (Haupt-Deck-Flaggenknopf)
- Hilfsantrieb: Dieselmotor von 220 bHP (Deutsche Werke AG, Kiel); später: 12 Zylinder-Viertakt Caterpillar Dieselmotor von 850 PS (8 kn)
- Baukosten: NKR 609.293,04
- Erster Schiffsführer: Alf Bryde
- Besatzung: 16 Mann Stamm, 80–100 Auszubildende
- Höchstgeschwindigkeit: 14 kn
- Besonderheiten: Kapitänsgig am Heck

## Sonstiges
- Im Vorspann der britischen Fernsehserie Die Onedin-Linie (1971–1980) ist die Christian Radich zu der Titelmusik von Aram Chatschaturjan zu sehen (in den Staffeln 6 bis 8).